# Soranus din Efes
Soranus din Efes a fost medic grec, care a trăit în perioada domniilor împăraților Traian (53 - 117 d.Hr.) și Adrian (76 - 138).

## Activitate
S-a născut la Efes.

Conform enciclopediei bizantine Suda, Soranus a studiat la Alexandria. După ce a profesat acolo o scurtă perioadă, către anul 100 s-a stabilit la Roma.

## Concepții
Soranus este unul din exponenții principali ai școlii metodiste, curent științific care punea accent mai mult pe studiul bolilor decât al pacienților ca indivizi.

Conform acestei tendințe, Soranus s-a ocupat temeinic de anatomie (mai ales de cea patologică), străduindu-se să precizeze sediul bolilor și modificărilor de structură determinate de acestae asupra organelor.

## Contribuții
Din zecile de scrieri ale lui Soranus s-au mai păstrat doar unele texte din domeniul chirurgiei și un remarcabil tratat de ginecologie. În această ultimă lucrare, descrie destul de corect organele genitale feminine, diferențiază o serie de boli specifice femeii și recomandă tratamente corespunzătoare.

În materie de obstetrică, Soranus preconizează câteva manevre pentru înlesnirea nașterii și proclamă principiul salvării cu prioritate a vieții mamei în cazul complicațiilor obstetricale. De asemenea, el remarcă faptul că, la naștere, fătul nu este propulsat prin mișcări proprii, voluntare, ci prin contracțiile uterului.
Tratatul său de ginecologie rămâne o lucrare de referință în domeniu până la apariția, în 1513, a lucrării Der Rosengarten a lui Eucharius Rösslin.
Marele medic se ocupă în scrierile sale și de îngrijirea nou-născutului, de alimentarea și de bolile copilului mic, putând astfel fi considerat printre precursorii pediatriei și puericulturii.

## Scrieri
- Tratatul de ginecologie, existent și astăzi, publicat prima dată în 1838
- Asupra semnelor fracturilor, existent doar parțial
- Asupra bandajelor, existent doar parțial
- Asupra bolilor acute și cronice; avem în întregime o traducere în latină și numai parțial în greacă.